# Ronde van Uppsala
De Ronde van Uppsala is een meerdaagse Zweedse wielerwedstrijd voor vrouwen. De wedstrijd wordt vanaf 2018 jaarlijks georganiseerd in en rond de stad Uppsala, met uitzondering van 2020 en 2021 vanwege de coronapandemie. De wedstrijd valt in de UCI 2.2-categorie.

## Erelijst
| Jaar | Winnaar                              | Tweede                               | Derde                                |
| ---- | ------------------------------------ | ------------------------------------ | ------------------------------------ |
| 2018 | Ida Erngren                          | Kathrin Schweinberger                | Sara Mustonen                        |
| 2019 | Sara Mustonen                        | Vita Heine                           | Lauren Dolan                         |
| 2020 | niet verreden vanwege coronapandemie | niet verreden vanwege coronapandemie | niet verreden vanwege coronapandemie |
| 2021 | niet verreden vanwege coronapandemie | niet verreden vanwege coronapandemie | niet verreden vanwege coronapandemie |
| 2022 | Nathalie Eklund                      | Mari Hole Mohr                       | Stine Borgli                         |

 Overwinningen per land 
| Overwinningen | Land   |
| ------------- | ------ |
| 3             | Zweden |